# Some of These Days
Some of These Days ist ein Lied, das von Shelton Brooks (Musik und Text) geschrieben und 1910 veröffentlicht wurde. Er gilt als einer der frühesten Standards des Great American Songbook; Alec Wilder bezeichnete ihn als „Meilenstein der Populären Musik, vielleicht der Meilensteinsong schlechthin“.

## Hintergrund
Wie viele Songs dieser Ära porträtierte Some of These Days Afroamerikaner in der Weise einer komisch wirkenden und häufig suggestiv rassistischen Karikatur. „Obwohl erniedrigend, strotzten diese Coon Songs (Niggerlied), wie sie unglücklicherweise genannt wurden, voll volkstümlichem Songtext und rhythmischer Musik, was eine erfrischende Abwechslung zu den schwermütigen viktorianischen Balladen war,“ schrieben Philip Furia und Michael Lasser (America's Songs); „Some of These Days spiegelt seine Herkunft als ‚coon song‘ in seinem offenen Bekenntnis zur Leidenschaft (‚You'll miss my hugging, / You'll miss my kissing‘), in seiner sexuellen Anzüglichkeit (‚For you know, honey, / You've had your way‘)“ und in seiner Umgangssprache. Sein Titel ist eine Wendung der Redewendung One of These Days (Eines Tages).

## Erste Aufnahme
Shelton Brooks, ein schwarzer Songwriter und Vaudeville-künstler, stellte den Song Sophie Tucker vor, die ihn 1911 erstmals aufnahm. Some of These Days wurde zu Tuckers Erkennungsmelodie und zum Titel ihrer Autobiografie.

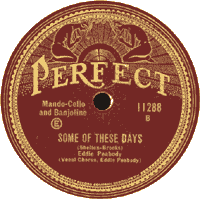
Some of These Days von Eddie Peabody, 78er von Perfect Records (1927)

## Coverversionen
Im frühen Jazz wurde der Song in den Vereinigten Staaten ab den frühen 1920er-Jahren gecovert, so von der Original Dixieland Jazz Band (die mit dem Song im April 1923 auf #5 der US-Charts kamen), Paul Specht, Art Landry, Coon-Sanders Original Nighthawks Orchestra. Ted Lewis (mit Sophie Tucker), Fletcher Henderson und Ethel Waters, in Berlin von Bernard Etté (1927) und Eric Borchard. In späteren Jahren interpretierten ihn auch Ella Fitzgerald, Louis Armstrong, The Mills Brothers, Nat Gonella und Bing Crosby. Der Diskograf Tom Lord listet im Bereich des Jazz insgesamt 701 (Stand 2015) Coverversionen.